# Mistrzostwa Rumunii w rugby union (1950)
Mistrzostwa Rumunii w rugby union 1950 – trzydzieste piąte mistrzostwa Rumunii w rugby union. 
Mistrzem kraju ponownie została drużyna CFR, tym razem pod nazwą Locomotiva CFR București.